# من یک ایرانی‌ام
من یک ایرانی‌ام فیلمی به کارگردانی محمدرضا آهنج و نویسندگی آرش داودی ساختهٔ سال ۱۳۹۳ است.
این فیلم در کشور اوکراین ساخته شده‌است
این اولین تجربه بازیگری علیرضا حیدری می‌باشد که در نقشی خاص مقابل دوربین رفته‌است.

## بازیگران
- احمد نجفی
- علیرضا حیدری
- ویتالی سمنتوف
- سرگئی موخورت
- دیما چمیخوف
- سرگئی ولیانوفسکی